# Seattle Seahawks 1985
La stagione 1985 dei Seattle Seahawks è stata la decima della franchigia nella National Football League.

## Scelte nel Draft 1985
| Giro/Scelta | Giocatore      | Ruolo            | College                |
| ----------- | -------------- | ---------------- | ---------------------- |
| 2/53        | Owen Gill      | Running back     | Iowa                   |
| 3/81        | Danny Greene   | Wide receiver    | Washington             |
| 4/109       | Tony Davis     | Tight end        | Missouri               |
| 5/123       | Mark Napolitan | Centro           | Michigan State         |
| 5/128       | Arnold Brown   | Defensive back   | North Carolina Central |
| 5/137       | Johnnie Jones  | Running Back     | Tennessee              |
| 7/193       | Ron Mattes     | Offensive tackle | Virginia               |
| 8/221       | Judious Lewis  | Wide Receiver    | Arkansas State         |
| 9/248       | Bob Otto       | Defensive end    | Idaho State            |
| 10/277      | John Conner    | Quarterback      | Arizona                |
| 10/280      | James Bowers   | Defensive Back   | Memphis                |
| 11/305      | Louis Cooper   | Linebacker       | Western Carolina       |

## Staff
Fonte:

## Roster
| Roster dei Seattle Seahawks nel 1985 |
| --- |
| Quarterback - 7 Gale Gilbert - 17 Dave Krieg Running Back - 33 Dan Doornink - 47 Andre Hardy - 46 David Hughes FB - 37 Eric Lane - 29 Rick Parros - 28 Curt Warner - 40 John Williams Wide Receiver - 83 Ray Butler - 88 Byron Franklin - 84 Danny Greene - 80 Steve Largent - 82 Paul Skansi WR/PR - 81 Daryl Turner - 89 Byron Walker Tight End - 85 Dan Ross - 86 Mike Tice - 87 Charle Young Offensive Linemen - 65 Edwin Bailey G - 76 Jon Borchardt G - 59 Blair Bush C - 78 Bob Cryder T - 64 Ron Essink T - 62 Kani Kauahi C - 71 Bryan Millard T - 61 Robert Pratt G Defensive Linemen - 77 Jeff Bryant DE - 68 Randy Edwards DE - 79 Jacob Green DE - 63 Reggie Kinlaw NT - 72 Joe Nash NT Linebacker - 53 Keith Butler - 56 Greg Gaines - 55 Michael Jackson - 60 John Kaiser - 51 Sam Merriman - 57 Shelton Robinson - 58 Bruce Scholtz - 50 Fredd Young Defensive Back - 22 Dave Brown CB - 45 Kenny Easley S - 44 John Harris S - 24 Terry Jackson - 21 Paul Moyer - 41 Eugene Robinson - 25 Rick Sanford - 42 Keith Simpson - 20 Terry Taylor CB Special Team - 5 Jimmy Colquitt P - 15 Dave Finzer P - 9 Norm Johnson K - 43 Randall Morris KR - 8 Jeff West P Lista delle riserve - 87 Tony Davis TE (IR) - 75 Angelo Dilulo DT (IR) - 70 Ron Mattes T (IR) 54 attivi, 0 inattivi, 0 nella squadra di allenamento |
| Legenda - I rookie sono in corsivo. - Il primo ruolo è il principale mentre gli eventuali successivi indicano i ruoli secondari. - (IR) sta per Injured Reserve ed indica la lista ristretta per un solo giocatore infortunato che può tornare ad allenarsi dopo la settimana 6 e a rientrare in prima squadra dopo che questa ha giocato 8 partite. - (NF-Inj.) / (NF-Ill.) stanno rispettivamente per Non-Football Injured e Non-Football Illness ed indicano le liste dove viene inserito un giocatore che ha un infortunio o una malattia non dipendente dal football americano. - (PUP) sta per Physically Unable to Perform ed indica la lista dove viene inserito un giocatore mentre è in attesa di recuperare la condizione fisica. Nella stagione regolare dopo la sesta partita giocata dalla propria squadra, il giocatore ha tempo tre settimane per riprendere ad allenarsi, più tre settimane aggiuntive dal suo rientro agli allenamenti per rientrare in prima squadra. |

## Calendario
| Turno | Data       | Avversario            | Risultato   | Stadio                        | Record | Pubblico |
| 1     | 8/9/1985   | @ Cincinnati Bengals  | V 28-24     | Riverfront Stadium            | 1-0    | 51.625   |
| 2     | 15/9/1985  | @ San Diego Chargers  | V 49-35     | Jack Murphy Stadium           | 2-0    | 54.420   |
| 3     | 23/9/1985  | Los Angeles Rams      | S 24-35     | Kingdome                      | 2-1    | 63.292   |
| 4     | 29/9/1985  | @ Kansas City Chiefs  | S 7-28      | Arrowhead Stadium             | 2-2    | 50.485   |
| 5     | 6/10/1985  | San Diego Chargers    | V 26-21     | Kingdome                      | 3-2    | 61.300   |
| 6     | 13/10/1985 | Atlanta Falcons       | V 30-26     | Kingdome                      | 4-2    | 60.430   |
| 7     | 20/10/1985 | @ Denver Broncos      | S 10-13 DTS | Mile High Stadium             | 4-3    | 74.899   |
| 8     | 27/10/1985 | @ New York Jets       | S 14-17     | The Meadowlands               | 4-4    | 69.320   |
| 9     | 3/11/1985  | Los Angeles Raiders   | V 33-3      | Kingdome                      | 5-4    | 64.060   |
| 10    | 10/11/1985 | @ New Orleans Saints  | V 27-3      | Louisiana Superdome           | 6-4    | 47.365   |
| 11    | 17/11/1985 | New England Patriots  | S 13-20     | Kingdome                      | 6-5    | 60.345   |
| 12    | 25/11/1985 | @ San Francisco 49ers | S 6-19      | Candlestick Park              | 6-6    | 57.482   |
| 13    | 1/12/1985  | Kansas City Chiefs    | V 24-6      | Kingdome                      | 7-6    | 52.655   |
| 14    | 8/12/1985  | Cleveland Browns      | V 31-13     | Kingdome                      | 8-6    | 58.477   |
| 15    | 15/12/1985 | @ Los Angeles Raiders | S 3-13      | Los Angeles Memorial Coliseum | 8-7    | 77.425   |
| 16    | 20/12/1985 | Denver Broncos        | S 24-27     | Kingdome                      | 8-8    | 56.283   |

## Classifiche
| AFC West               | AFC West | AFC West | AFC West | AFC West | AFC West | AFC West | AFC West | AFC West | AFC West |
|                        | V        | S        | P        | %        | DIV      | CONF     | PF       | PS       | Str.     |
| ---------------------- | -------- | -------- | -------- | -------- | -------- | -------- | -------- | -------- | -------- |
| Los Angeles Raiders(1) | 12       | 4        | 0        | .750     | 5–3      | 9–3      | 354      | 308      | V6       |
| Denver Broncos         | 11       | 5        | 0        | .688     | 5–3      | 8–4      | 380      | 329      | V2       |
| Seattle Seahawks       | 8        | 8        | 0        | .500     | 4–4      | 6–6      | 349      | 303      | S2       |
| San Diego Chargers     | 8        | 8        | 0        | .500     | 3–5      | 7–7      | 467      | 435      | S1       |
| Kansas City Chiefs     | 6        | 10       | 0        | .375     | 3–5      | 4–8      | 317      | 360      | V1       |

## Leader della squadra
| Leader della squadra   |               |       |
| Categoria              | Giocatore     | N.    |
| Yard passate           | Dave Krieg    | 3.602 |
| Touchdown passati      | Dave Krieg    | 27    |
| Yard corse             | Curt Warner   | 1.094 |
| Touchdown su corsa     | Curt Warner   | 8     |
| Ricezioni              | Steve Largent | 79    |
| Yard ricevute          | Steve Largent | 1.287 |
| Touchdown su ricezione | Daryl Turner  | 13    |
| Sack                   | Jacob Green   | 13,5  |
| Intercetti             | John Harris   | 7     |